# Slowthai
Тайрон Каймоне Фремптон (народився 18 грудня 1994 року), більш відомий під сценічним ім'ям Slowthai (інколи вживається стилізовано з першою буквою нижнього регістру), — британський репер. 
Виріс у Нортгемптоні, здобув популярність у 2019 році завдяки жорсткому інструментальному звучанню і сирим, політично насиченим текстам, особливо тим, що стосувалися Brexit і перебування Терези Мей на посаді прем’єр-міністра Великої Британії. 
Slowthai посів четверте місце на BBC Sound 2019 року, в тому ж році випустив дебютний студійний альбом Nothing Great About Britain. Альбом був номінований на премію Mercury Prize; на церемонії вручення премії Mercury Prize 2019 репер тримав на сцені фальшиву відрізану голову прем’єр-міністра Великої Британії Бориса Джонсона, що викликало суперечливу реакцію публіки.

## Ранні роки
Тайрон Каймоне Фремптон народився 18 грудня 1994 року в Нортгемптоні в родині Гейнор, матері-підлітка барбадоського походження. Фремптона, його сестру та брата виховувала мати-одиначка в районі Лінгс у Нортгемптоні. Його молодший брат Майкл помер невдовзі після першого дня народження, що дуже вплинуло на Фремптона. Фремптон відвідував Нортгемптонську академію, а у 2011 році — Нортгемптонський коледж, де вивчав музичні технології.
Фремптон часто пропускав заняття під час навчання в Нортгемптонській академії та проводив час у сусідній підпільній «студії звукозапису» в будинку свого друга. Після коледжу Фремптон мав кілька нетривалих підробітків, працював різноробочим, штукатурником та у філії Next, перш ніж був звільнений за порушення контракту після того, як він дав своєму другові знижки для співробітників.

## Музична кар’єра
Псевдонім Slowthai походить від прізвиська, яке він отримав у дитинстві через повільну мову та протяжну вимову. У 2016 році він випустив проривний сингл «Jiggle», спродюсований Семмі Бірном.
У 2017 році Slowthai уклав партнерство з інді-лейблом Bone Soda, щоб випустити EP. Пізніше в тому ж році Slowthai підписав контракт на звукозапис із Method Records і випустив EP RUNT і дебютний студійний альбом Nothing Great About Britain, який досяг 9-го місця в офіційних чартах за тиждень релізу.
Окрім того, що Slowthai був включений до опитування BBC Sound of 2019 та списку NME 100 від NME, схвальні відгуки він отримав від таких видань, як DIY, Vevo та Metro. Його дебютний альбом був номінований на Mercury Music Prize.
Вокал Slowthai звучить у пісні «What's Good» в альбомі Igor репера від Tyler, the Creator. Він також представлений у "Heaven Belongs To You" з альбому Ginger гурту Brockhampton, а пізніше приєднався до їхнього північноамериканського туру HBTY у 2019 році як спеціальний гість.
У січні 2020 року Slowthai був представлений разом із британською панк-групою Slaves на синглі Gorillaz "Momentary Bliss". Сингл став першим «епізодом» їхнього проєкту Song Machine.
12 лютого 2020 року, отримавши нагороду «Герой року» на NME Awards, Slowthai зробив сексуальні коментарі у бік ведучої Кетрін Раян. Після того, як присутні почали кричати на нього, він кинув мікрофон у натовп, який потім кинули йому у відповідь разом із пляшкою. Потім Слоутай кинув туди свою пляшку і стрибнув у натовп. Slowthai вибачився, а Раян сказала, що ситуація була сприйнята неправильно.
15 вересня 2020 року Slowthai випустив сингл «Feel Away» за участю Джеймса Блейка та Маунта Кімбі. Вважається, що ця пісня була даниною пам’яті його брату, до річниці його смерті. 19 листопада Slowthai випустив сингл «nhs» разом із треклистом для свого альбому Tyron.
18 грудня 2020 року Slowthai випустив сингл «Thoughts» разом із ліричним відео, на якому місцева поліція реагує на скаргу про громадське зібрання.
5 січня 2021 року вийшов сингл "Mazza" за участю A$AP Rocky.
9 лютого 2021 року Slowthai випустив сингл «Cancelled» за участю Skepta.
12 лютого 2021 року Slowthai випустив альбом Tyron, в якому присутні Skepta, Домінік Файк, Джеймс Блейк, A$AP Rocky та Дензел Каррі.

## Особисте життя
Slowthai — вболівальник футбольної команди Нортгемптон Таун. Частина музичного відео на «Gorgeous» була знята на стадіоні Sixfields у Нортгемптоні. Він також заявляв, що підтримує Ліверпуль.
Влітку 2020 року Слоутай заручився з російською співачкою, колишньою учасницею російської жіночої групи «Серебро» та моделлю Єкатєріною (Єкатєріна Кіщук), з якою познайомився в мережі. 18 червня 2021 року Єкатєріна народила сина Рейна. 

## Музичний стиль
Його музику класифікували як грайм та хіп-хоп. Він часто включає елементи панк-року, що дає змогу музичним експертам класифікувати його музику як грайм-панк. У статті 2019 року для BBC Кев Георгіган описав його як «або грайм-МС, що створює панк-музику, або панка, що створює реп». У статті для Vice Нілуфар Хайдарі описав музику як «їдко дотепні такти над абразивними бітами, які поєднують грайм, треп, реп Soundcloud і навіть панк і скрім».
Сам музикант визнає музичний вплив Gesaffelstein, Джулза Сантани, Елліотта Сміта, Radiohead, Nirvana, Маунта Кімбі, Алекса Тернера з Arctic Monkeys, Jay-Z, Sex Pistols, Justice, Oasis і Die Antwoord.

## Дискографія

### Студійні альбоми
- Nothing Great About Britain (2019)
- Tyron (2021)

### Мініальбоми
- slowitdownn ノノ (2017)
- I Wish I Knew ノノ (2017)
- Runt (2018)